# Dipartimenti della Francia

Mappa dei dipartimenti francesi

I dipartimenti della Francia sono la suddivisione territoriale di secondo livello del Paese, dopo le regioni, e sono 101, di cui 96 metropolitani e 5 d'oltremare (DROM, Départements et régions d'Outre-Mer). A essi si aggiunge poi la metropoli di Lione, alla quale è attribuito uno status particolare.

## Caratteristiche generali
Il dipartimento è amministrato dal consiglio dipartimentale (conseil départemental), eletto ogni sei anni per suffragio universale. Il presidente del consiglio detiene il potere esecutivo del dipartimento. 
In ogni dipartimento è presente un prefetto (préfet) nominato dal presidente della repubblica con il ruolo di rappresentare il governo centrale francese. Prima della riforma costituzionale del 1982 il prefetto deteneva il potere esecutivo. Il prefetto è assistito da uno o più sub-prefetti (sous-préfet) in base al numero di sub-dipartimenti presenti all'interno del dipartimento.
Cinque dei 101 dipartimenti sfuggono a tale schema: l’Alta Corsica e la Corsica del Sud che hanno solo uffici statali avendo trasferito i loro poteri alla regione, la Martinica e la Guyana francese dove la regione esercita anche le funzioni dipartimentali, e Parigi dove lo stesso fa il comune.

## Elenco
| Localizzazione | Nº  | Stemma | Dipartimento                         | Prefettura           | Regione                     |
| -------------- | --- | ------ | ------------------------------------ | -------------------- | --------------------------- |
|                | 01  |        | Ain                                  | Bourg-en-Bresse      | Alvernia-Rodano-Alpi        |
|                | 02  |        | Aisne                                | Laon                 | Alta Francia                |
|                | 03  |        | Allier                               | Moulins              | Alvernia-Rodano-Alpi        |
|                | 04  |        | Alpi dell'Alta Provenza              | Digne-les-Bains      | Provenza-Alpi-Costa Azzurra |
|                | 05  |        | Alte Alpi                            | Gap                  | Provenza-Alpi-Costa Azzurra |
|                | 06  |        | Alpi Marittime                       | Nizza                | Provenza-Alpi-Costa Azzurra |
|                | 07  |        | Ardèche                              | Privas               | Alvernia-Rodano-Alpi        |
|                | 08  |        | Ardenne                              | Charleville-Mézières | Grand Est                   |
|                | 09  |        | Ariège                               | Foix                 | Occitania                   |
|                | 10  |        | Aube                                 | Troyes               | Grand Est                   |
|                | 11  |        | Aude                                 | Carcassonne          | Occitania                   |
|                | 12  |        | Aveyron                              | Rodez                | Occitania                   |
|                | 13  |        | Bocche del Rodano                    | Marsiglia            | Provenza-Alpi-Costa Azzurra |
|                | 14  |        | Calvados                             | Caen                 | Normandia                   |
|                | 15  |        | Cantal                               | Aurillac             | Alvernia-Rodano-Alpi        |
|                | 16  |        | Charente                             | Angoulême            | Nuova Aquitania             |
|                | 17  |        | Charente Marittima                   | La Rochelle          | Nuova Aquitania             |
|                | 18  |        | Cher                                 | Bourges              | Centro-Valle della Loira    |
|                | 19  |        | Corrèze                              | Tulle                | Nuova Aquitania             |
|                | 2A  |        | Corsica del Sud                      | Ajaccio              | Corsica                     |
|                | 2B  |        | Alta Corsica                         | Bastia               | Corsica                     |
|                | 21  |        | Côte-d'Or                            | Digione              | Borgogna-Franca Contea      |
|                | 22  |        | Côtes-d'Armor                        | Saint-Brieuc         | Bretagna                    |
|                | 23  |        | Creuse                               | Guéret               | Nuova Aquitania             |
|                | 24  |        | Dordogna                             | Périgueux            | Nuova Aquitania             |
|                | 25  |        | Doubs                                | Besançon             | Borgogna-Franca Contea      |
|                | 26  |        | Drôme                                | Valence              | Alvernia-Rodano-Alpi        |
|                | 27  |        | Eure                                 | Évreux               | Normandia                   |
|                | 28  |        | Eure-et-Loir                         | Chartres             | Centro-Valle della Loira    |
|                | 29  |        | Finistère                            | Quimper              | Bretagna                    |
|                | 30  |        | Gard                                 | Nîmes                | Occitania                   |
|                | 31  |        | Alta Garonna                         | Tolosa               | Occitania                   |
|                | 32  |        | Gers                                 | Auch                 | Occitania                   |
|                | 33  |        | Gironda                              | Bordeaux             | Nuova Aquitania             |
|                | 34  |        | Hérault                              | Montpellier          | Occitania                   |
|                | 35  |        | Ille-et-Vilaine                      | Rennes               | Bretagna                    |
|                | 36  |        | Indre                                | Châteauroux          | Centro-Valle della Loira    |
|                | 37  |        | Indre-et-Loire                       | Tours                | Centro-Valle della Loira    |
|                | 38  |        | Isère                                | Grenoble             | Alvernia-Rodano-Alpi        |
|                | 39  |        | Giura                                | Lons-le-Saunier      | Borgogna-Franca Contea      |
|                | 40  |        | Landes                               | Mont-de-Marsan       | Nuova Aquitania             |
|                | 41  |        | Loir-et-Cher                         | Blois                | Centro-Valle della Loira    |
|                | 42  |        | Loira                                | Saint-Étienne        | Alvernia-Rodano-Alpi        |
|                | 43  |        | Alta Loira                           | Le Puy-en-Velay      | Alvernia-Rodano-Alpi        |
|                | 44  |        | Loira Atlantica                      | Nantes               | Paesi della Loira           |
|                | 45  |        | Loiret                               | Orléans              | Centro-Valle della Loira    |
|                | 46  |        | Lot                                  | Cahors               | Occitania                   |
|                | 47  |        | Lot e Garonna                        | Agen                 | Nuova Aquitania             |
|                | 48  |        | Lozère                               | Mende                | Occitania                   |
|                | 49  |        | Maine e Loira                        | Angers               | Paesi della Loira           |
|                | 50  |        | Manica                               | Saint-Lô             | Normandia                   |
|                | 51  |        | Marna                                | Châlons-en-Champagne | Grand Est                   |
|                | 52  |        | Alta Marna                           | Chaumont             | Grand Est                   |
|                | 53  |        | Mayenne                              | Laval                | Paesi della Loira           |
|                | 54  |        | Meurthe e Mosella                    | Nancy                | Grand Est                   |
|                | 55  |        | Mosa                                 | Bar-le-Duc           | Grand Est                   |
|                | 56  |        | Morbihan                             | Vannes               | Bretagna                    |
|                | 57  |        | Mosella                              | Metz                 | Grand Est                   |
|                | 58  |        | Nièvre                               | Nevers               | Borgogna-Franca Contea      |
|                | 59  |        | Nord                                 | Lilla                | Alta Francia                |
|                | 60  |        | Oise                                 | Beauvais             | Alta Francia                |
|                | 61  |        | Orne                                 | Alençon              | Normandia                   |
|                | 62  |        | Passo di Calais                      | Arras                | Alta Francia                |
|                | 63  |        | Puy-de-Dôme                          | Clermont-Ferrand     | Alvernia-Rodano-Alpi        |
|                | 64  |        | Pirenei Atlantici                    | Pau                  | Nuova Aquitania             |
|                | 65  |        | Alti Pirenei                         | Tarbes               | Occitania                   |
|                | 66  |        | Pirenei Orientali                    | Perpignano           | Occitania                   |
|                | 67  |        | Basso Reno                           | Strasburgo           | Grand Est                   |
|                | 68  |        | Alto Reno                            | Colmar               | Grand Est                   |
|                | 69  |        | Rodano esclusa la Metropoli di Lione | Lione                | Alvernia-Rodano-Alpi        |
|                | 70  |        | Alta Saona                           | Vesoul               | Borgogna-Franca Contea      |
|                | 71  |        | Saona e Loira                        | Mâcon                | Borgogna-Franca Contea      |
|                | 72  |        | Sarthe                               | Le Mans              | Paesi della Loira           |
|                | 73  |        | Savoia                               | Chambéry             | Alvernia-Rodano-Alpi        |
|                | 74  |        | Alta Savoia                          | Annecy               | Alvernia-Rodano-Alpi        |
|                | 75  |        | Parigi                               | Parigi               | Île-de-France               |
|                | 76  |        | Senna Marittima                      | Rouen                | Normandia                   |
|                | 77  |        | Senna e Marna                        | Melun                | Île-de-France               |
|                | 78  |        | Yvelines                             | Versailles           | Île-de-France               |
|                | 79  |        | Deux-Sèvres                          | Niort                | Nuova Aquitania             |
|                | 80  |        | Somme                                | Amiens               | Alta Francia                |
|                | 81  |        | Tarn                                 | Albi                 | Occitania                   |
|                | 82  |        | Tarn e Garonna                       | Montauban            | Occitania                   |
|                | 83  |        | Var                                  | Tolone               | Provenza-Alpi-Costa Azzurra |
|                | 84  |        | Vaucluse                             | Avignone             | Provenza-Alpi-Costa Azzurra |
|                | 85  |        | Vandea                               | La Roche-sur-Yon     | Paesi della Loira           |
|                | 86  |        | Vienne                               | Poitiers             | Nuova Aquitania             |
|                | 87  |        | Alta Vienne                          | Limoges              | Nuova Aquitania             |
|                | 88  |        | Vosgi                                | Épinal               | Grand Est                   |
|                | 89  |        | Yonne                                | Auxerre              | Borgogna-Franca Contea      |
|                | 90  |        | Territorio di Belfort                | Belfort              | Borgogna-Franca Contea      |
|                | 91  |        | Essonne                              | Évry                 | Île-de-France               |
|                | 92  |        | Alture della Senna                   | Nanterre             | Île-de-France               |
|                | 93  |        | Senna-Saint-Denis                    | Bobigny              | Île-de-France               |
|                | 94  |        | Valle della Marna                    | Créteil              | Île-de-France               |
|                | 95  |        | Val-d'Oise                           | Pontoise             | Île-de-France               |
|                | 971 |        | Guadalupa                            | Basse-Terre          | Guadalupa                   |
|                | 972 |        | Martinica                            | Fort-de-France       | Martinica                   |
|                | 973 |        | Guyana francese                      | Caienna              | Guyana francese             |
|                | 974 |        | La Riunione                          | Saint-Denis          | La Riunione                 |
|                | 976 |        | Mayotte                              | Mamoudzou            | Mayotte                     |

## Numerazione
I dipartimenti sono numerati per ordine alfabetico del nome, tranne il Territorio di Belfort, i dipartimenti della regione parigina e i dipartimenti d'oltremare. I numeri dei dipartimenti fanno parte della vita quotidiana, poiché sono presenti sulle targhe dei veicoli, nei codici postali e nei numeri della sicurezza sociale.
I dipartimenti metropolitani erano numerati in origine in ordine alfabetico, fino ai cambiamenti di denominazione e alla suddivisione dell'Île-de-France nel 1964 (effettivi dal 1965).
In seguito alla suddivisione del dipartimento della Corsica (a cui era attribuito il numero 20) in due nuovi dipartimenti, avvenuta nel 1976, la Corsica del Sud (Corse-du-Sud) e l'Alta Corsica (Haute-Corse) hanno ricevuto nuovi codici, rispettivamente 2A e 2B. Questi nuovi codici compaiono sulle targhe automobilistiche e sui numeri della sicurezza sociale (solo per le persone nate dopo la suddivisione), mentre il vecchio codice continua a essere utilizzato nel codice postale e nei numeri della sicurezza sociale delle persone nate prima del 1976.

## Codici numerici nelle targhe dei veicoli delle collettività e dei territori d'oltremare

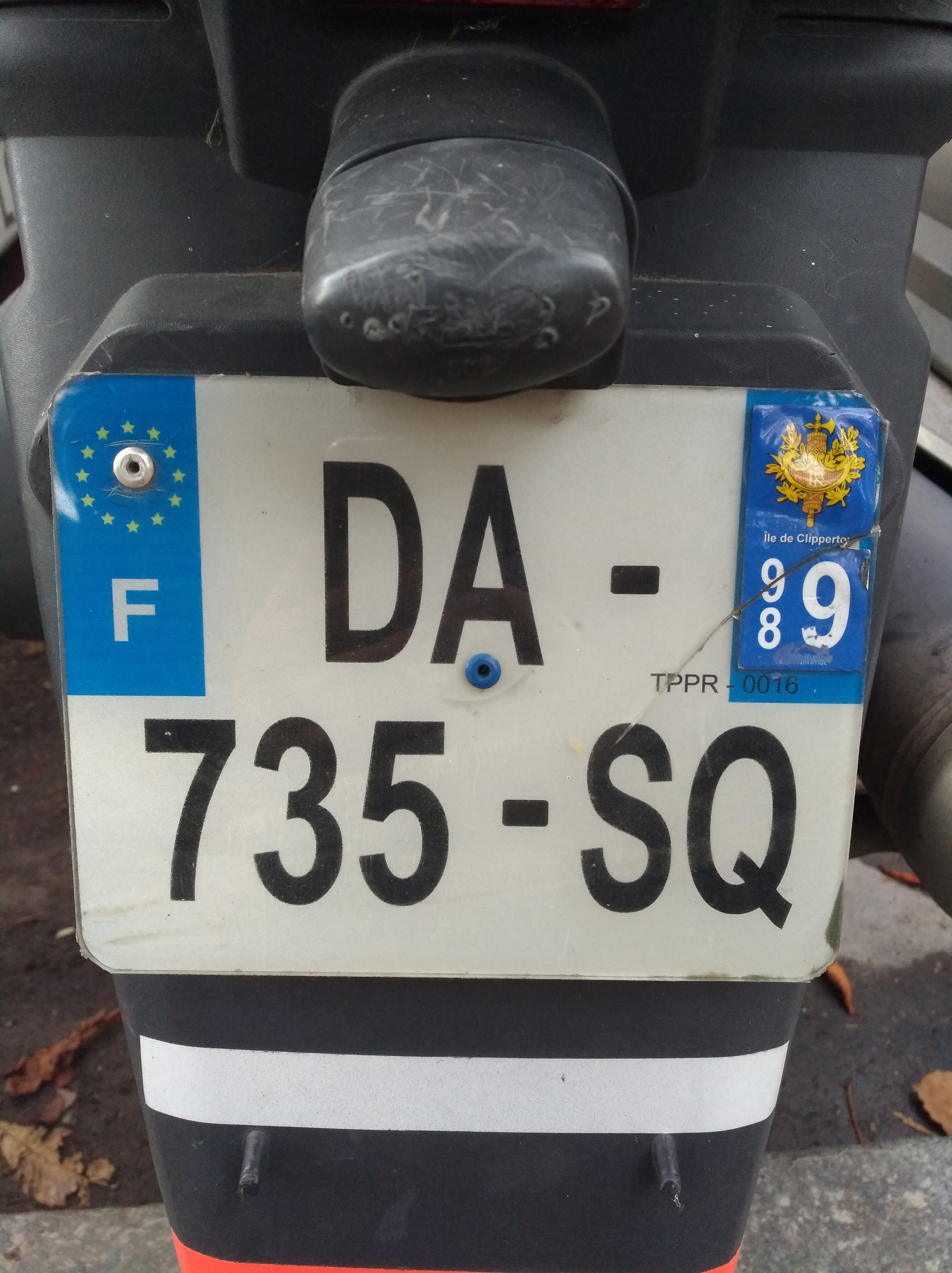
Targa in formato SIV, apposta su uno scooter della Francia continentale, con banda blu e logo dell'isola di Clipperton (numero 989)

In concomitanza con l'entrata in vigore del sistema di numerazione SIV, dal 15 aprile 2009 vengono utilizzati, nelle sole targhe assegnate ai veicoli della Francia metropolitana, i seguenti codici numerici delle collettività e dell'unico territorio d'oltremare (le Terre australi e antartiche francesi), posizionati nella banda blu a destra:
| Localizzazione | Stemma | Collettività / Territorio            | Nº  |
| -------------- | ------ | ------------------------------------ | --- |
|                |        | Saint-Pierre e Miquelon              | 975 |
|                |        | Saint-Barthélemy                     | -   |
|                |        | Saint-Martin                         | -   |
|                |        | Nuova Caledonia                      | 988 |
|                |        | Polinesia francese                   | 987 |
|                |        | Wallis e Futuna                      | 986 |
|                |        | Terre australi e antartiche francesi | 984 |
|                |        | Clipperton                           | 989 |

## Modifiche territoriali e amministrative

I dipartimenti della Prima Repubblica francese (1801).

I 130 dipartimenti del Primo Impero francese (1812).

### Modifiche territoriali
- 1922: il Territorio di Belfort diventa il 90º dipartimento francese come parte della Franca Contea.
- 1946: la Guadalupa, la Guyana francese, la Martinica e la Riunione diventano dipartimenti d'oltremare. La Francia passa da 90 a 94 dipartimenti.
- 1962: con l'indipendenza dell'Algeria, la Francia rimane costituita da 94 dipartimenti, di cui 4 d'oltremare.
- 1964: riorganizzazione dell'Île-de-France:
  - il dipartimento della Senna è suddiviso in quattro nuovi dipartimenti: Parigi (ridotto alla sola area della capitale), Hauts-de-Seine, Senna-Saint-Denis e Valle della Marna, questi tre integrati da alcuni comuni del dipartimento di Seine-et-Oise.
  - il dipartimento di Seine-et-Oise è suddiviso nei tre dipartimenti di Yvelines, Essonne e Val-d'Oise.
  - La Francia passa da 94 a 99 dipartimenti.
- 1975: il dipartimento della Corsica viene diviso in due: Alta Corsica, con capoluogo Bastia, e Corsica del Sud, con capoluogo Ajaccio; la Francia passa da 99 a 100 dipartimenti.
- 1976: Saint-Pierre e Miquelon diventa un nuovo dipartimento d'oltremare; la Francia passa da 100 a 101 dipartimenti, di cui 5 d'oltremare.
- 1985: Saint-Pierre e Miquelon cessa di essere un dipartimento d'oltremare; la Francia ritorna a 100 dipartimenti, di cui 4 d'oltremare.
- 2000: un progetto di dividere La Riunione in due dipartimenti viene abbandonato.
- 2011: Mayotte diventa il 101º dipartimento francese.

### Modifiche amministrative
- 1791 Il dipartimento di Mayenne e Loira diventa il dipartimento di Maine e Loira.
- Tra il 1793 e il 1795 il dipartimento della Gironda prende il nome di Bec-d'Ambès (a causa dell'arresto dei Girondini).
- 1941 Il dipartimento della Charente Inferiore diventa Charente Marittima.
- 1955 Il dipartimento della Senna Inferiore diventa Senna Marittima.
- 1957 Il dipartimento della Loira Inferiore diventa Loira Atlantica.
- 1969 Il dipartimento dei Bassi Pirenei diventa Pirenei Atlantici.
- 1970 Il dipartimento delle Basse Alpi diventa Alpi dell'Alta Provenza.
- 1990 Il dipartimento delle Côtes-du-Nord diventa Côtes-d'Armor.

## Origine dei nomi
I nomi dei dipartimenti non furono assegnati secondo criteri storici - nell'intento centralista di cancellare ogni coscienza di particolarità etnica delle zone periferiche, ma anche per evitare ogni riferimento all'Ancien Régime - e per questo motivo si scelsero denominazioni soprattutto geografiche. Vi sono però delle eccezioni, rappresentate ad esempio dalla zona savoiarda, che venne acquisita solo nel 1860, circa un secolo dopo la Rivoluzione francese.
| Origine                      | Numero | Dipartimenti |
| ---------------------------- | ------ | --- |
| Corsi d'acqua                | 67     | Ain, Aisne, Allier, Alta Garonna, Alta Loira, Alta Marna, Alto Reno, Ardèche, Ariège, Aube, Aude, Aveyron, Basso Reno, Bocche del Rodano, Charente, Charente Marittima, Cher, Corrèze, Creuse, Deux-Sèvres, Dordogna, Doubs, Drôme, Essonne, Eure, Eure-et-Loir, Gard, Gers, Gironda, Alta Saona, Alta Vienne, Hauts-de-Seine, Hérault, Ille-et-Vilaine, Indre, Indre e Loira, Isère, Loir-et-Cher, Loira, Loira Atlantica, Loiret, Lot, Lot e Garonna, Maine e Loira, Marna, Mayenne, Meurthe e Mosella, Mosa, Mosella, Nièvre, Oise, Orne, Rodano, Saona e Loira, Sarthe, Senna-Saint-Denis, Senna Marittima, Senna e Marna, Somme, Tarn, Tarn e Garonna, Val-d'Oise, Valle della Marna, Vandea, Varo, Vienne, Yonne |
| Montagne                     | 12     | Alpi dell'Alta Provenza, Alpi Marittime, Alte Alpi, Ardenne, Cantal, Alti Pirenei, Giura, Lozère, Pirenei Atlantici, Pirenei Orientali, Puy-de-Dôme, Vosgi |
| Isole e isolotti             | 6      | Alta Corsica, Calvados, Corsica del Sud, Guadalupa, Martinica, Riunione, Mayotte |
| Coste e specchi d'acqua      | 4      | Côtes-d'Armor, Manica, Morbihan, Passo di Calais |
| Città e paesi                | 4      | Parigi, Senna-Saint-Denis, Territorio di Belfort, Vaucluse |
| Province o territori storici | 3      | Alta Savoia, Guyana francese, Savoia |
| Boschi e foreste             | 2      | Landes, Yvelines |
| Situazioni geografiche       | 2      | Finistère, Nord |
| Paesaggio                    | 1      | Côte-d'Or |

## Evoluzione istituzionale dei dipartimenti
L'organizzazione originale del 1790 fu rimaneggiata già a partire dal 1795, con la soppressione dei distretti e la creazione dei comuni (municipalité) e dei cantoni. L'amministrazione si concentrava interamente nei capoluoghi dei cantoni, mentre i comuni (commune) perdono ogni autonomia.
Il 17 febbraio 1800 (legge del 28 Piovoso dell'anno VIII del calendario repubblicano), questa organizzazione fu ulteriormente modificata. I dipartimenti furono suddivisi in circoscrizioni (arrondissement, che sostituivano i distretti, ma erano rispetto a questi in numero minore e dunque con maggiore estensione), cantoni (ugualmente meno numerosi e più estesi che quelli del 1790) e comuni (commune). Comparvero anche le prefetture e sotto-prefetture, con i prefetti e il consiglio di prefettura, ed anche i Consigli generali. La Monarchia di luglio riconoscerà loro ugualmente personalità giuridica.
A parte la legge del 10 agosto del 1871, che creerà la Commissione dipartimentale e istituirà l'elezione del Consiglio generale a suffragio universale con i cantoni come collegi elettorali di un sistema maggioritario uninominale a doppio turno, l'organizzazione dei dipartimenti resterà invariata fino al 1982, quando viene votata la legge sul decentramento, che precisa il campo di competenza dei dipartimenti e assicura loro un maggior peso nella vita economica nazionale.
Infine la legge del 2 marzo 1985 trasferisce il potere esecutivo locale, fino a quel momento esercitato dal prefetto, al presidente del Consiglio Generale (oggi Consiglio dipartimentale).

## Risultati elettorali
| Elezioni | Serie                                     | Presidenze | Presidenze | Presidenze       | Carta | Partito del presidente                                                     |
| -------- | ----------------------------------------- | ---------- | ---------- | ---------------- | ----- | -------------------------------------------------------------------------- |
| Elezioni | Serie                                     |            |            |                  | Carta | Partito del presidente                                                     |
| Elezioni | Serie                                     | Gauche     | Droite     | Altro            | Carta | Partito del presidente                                                     |
| 1998     | 1 rinnovamento di metà dei cantoni        | 36         | 63         |                  |       | Sinistra: PS, PRG, PCF, DVG Destra: RPR, UDF, DVD, MPF, RPF                |
| 2001     | 2 rinnovamento di metà dei cantoni        | 40         | 59         |                  |       | Sinistra: PS, PRG, PCF, DVG Destra: RPR, UDF, DVD, MPF, RPF                |
| 2004     | 1 rinnovamento di metà dei cantoni        | 50         | 49         | 1 Mayotte        |       | Sinistra: PS, PRG, PCF, DVG Destra: UMP, UDF, DVD, MPF Altro: Indipendente |
| 2008     | 2 rinnovamento di metà dei cantoni        | 57         | 43         |                  |       | Sinistra: PS, PRG, PCF, DVG Destra: UMP, NC, DVD, MPF, MoDem               |
| 2011     | 1 rinnovamento di metà dei cantoni        | 59         | 41         |                  |       | Sinistra: PS, PRG, PCF, DVG Destra: UMP, NC, DVD                           |
| 2015     | rinnovamento integrale di 98 dipartimenti | 30         | 67         | 1 Tarn e Garonna |       | Sinistra: PS, PRG, PCF Destra: UMP, UDI, DVD, MoDem Altro: Indipendente    |